# In Coma (álbum da Beth Morfina)
In Coma é o segundo álbum da banda pernambucana Beth Morfina, lançado em 2017. Com esse álbum, a banda conquistou em abril de 2018 o Prêmio da Música de Pernambuco na categoria Melhor Álbum de Rock, escolhido pela Associação dos Cantores e Interpretes de Pernambuco (ACINPE).

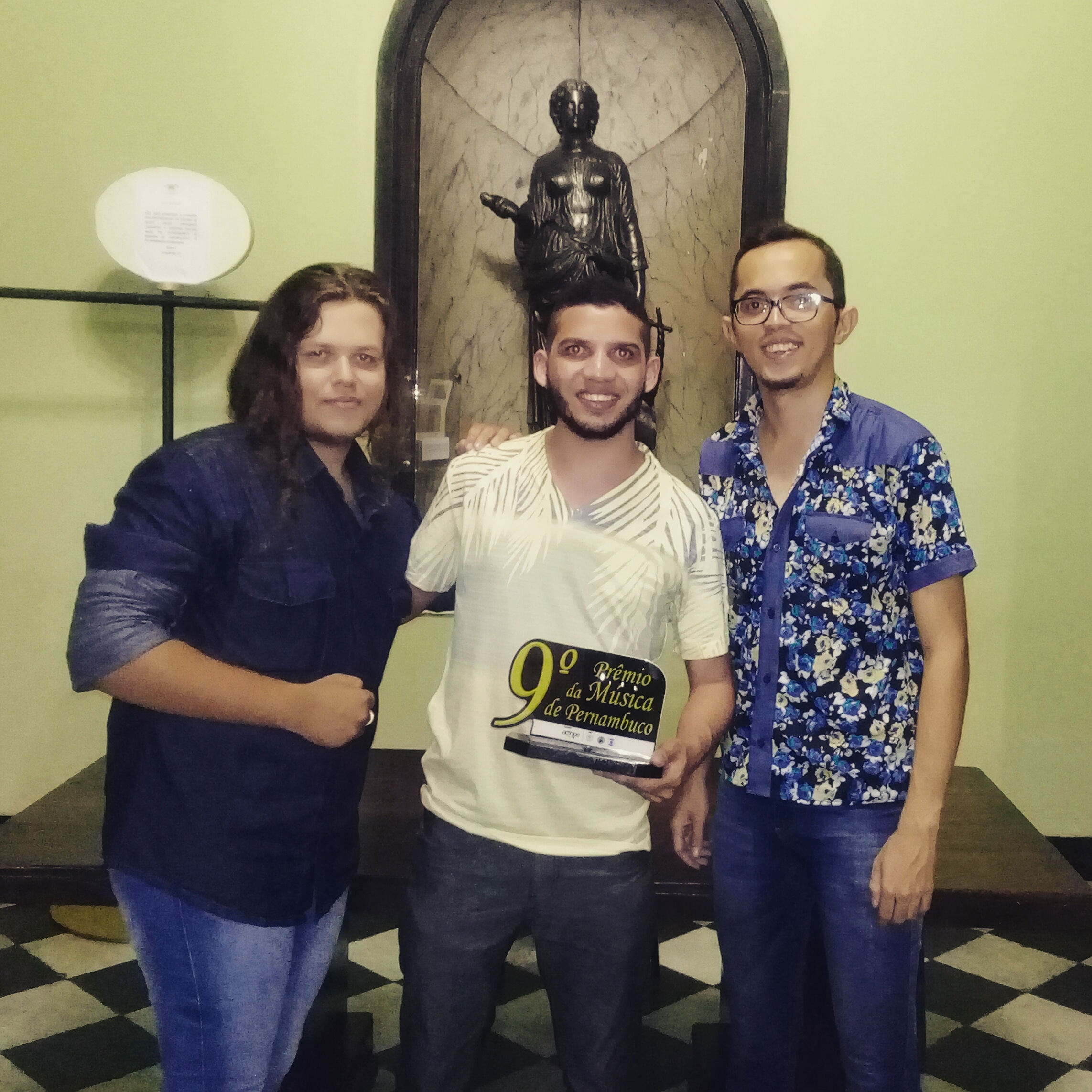
Beth Morfina no Teatro Santa Isabel com o Troféu ACINPE

## Faixas
| N.º | Título                     | Compositor(es)                                             | Duração |  |
| 1.  | "Via Crucis"               | Alex Macedo; Marcos Malta; Daniel Gaudêncio                | 3:35    |  |
| 2.  | "Em Coma"                  | Alex Macedo                                                | 4:28    |  |
| 3.  | "Eu Quero um Carro"        | Alberto Grilo; Velho Nal                                   | 2:50    |  |
| 4.  | "Laura"                    | Alex Macedo; Marcos Malta                                  | 4:01    |  |
| 5.  | "Não Existe Herói"         | Alex Macedo; Marcos Malta; Daniel Gaudêncio; Carlos Wilker | 5:48    |  |
| 6.  | "Fórceps/Prenúncio do Fim" | Betto Skin                                                 | 4:40    |  |
| 7.  | "Porra Nenhuma"            | Alex Macedo; Marcos Malta; André Aragão; Carlos Wilker     | 2:44    |  |

## Créditos
Beth Morfina
- Alex Macedo: voz
- Marcos Malta: baixo e vocal
- Daniel Gaudêncio: guitarra e vocal
- Maicon Torres: bateria

Músicos convidados
- Calibre 765: em "Eu Quero um Carro"
- Jonatas Andrade: voz em "Fórceps/Prenúncio do Fim"